# Julia Oberndorfinger
Julia Oberndorfinger (* 1980 in Steyr) ist eine österreichische Szenenbildnerin.

## Leben
Julia Oberndorfinger studierte Architektur an der TU Wien. Parallel zum Studium arbeitete sie für mehrere Jahre als Szenenbild- und Bühnenbildassistentin bei Andreas Donhauser und Renate Martin (Donmartin Supersets). Seit 2009 ist sie als freischaffende Szenenbildnerin für Kino- und Fernsehproduktionen tätig, häufig in Arbeitsgemeinschaft mit Attila Plangger. Unter anderem realisierte sie Szenenbilder für Filme der Regisseure Hüseyin Tabak, Stephan Richter, Stefan A. Lukacs, Clara Stern und Pia Hierzegger.
Oberndorfinger ist Mitglied der Akademie des Österreichischen Films sowie von FC Gloria.

## Filmografie
Szenenbild
- 2007: Das große Glück sozusagen
- 2012: Deine Schönheit ist nichts wert
- 2012: Das Pferd auf dem Balkon
- 2015: Einer von uns
- 2018: Cops
- 2019: Kaviar
- 2019: Gipsy Queen
- 2020: Vier Saiten
- 2020: Tatort: Unten (Fernsehreihe)
- 2021: Risiken und Nebenwirkungen
- 2022: Jeanny – Das 5. Mädchen (Fernsehfilm)
- 2022: Breaking the Ice
- 2023: Landkrimi – Dunkle Wasser (Fernsehreihe)
- 2025: Wie man normal ist und die Merkwürdigkeiten der anderen Welt (How to Be Normal and the Oddness of the Other World)
- 2025: Altweibersommer

Art Direction
- 2020: Fuchs im Bau[2]

Szenenbild Assistenz
- 2007: Import Export
- 2009: Contact High
- 2009: Der Knochenmann
- 2009: Meine Tochter nicht
- 2015: Vorstadtweiber (Staffel 2 (6–10))

Szenenbild Praktikanz
- 2004: Silentium